# Stanisław Miszewski (księgarz)
Stanisław Miszewski (ur. 24 czerwca 1874, zm. 26 listopada 1942 w Warszawie) –  właściciel księgarni i drukarni w Łodzi.

## Życiorys
Urodził się w majątku Czerżniewo wieś Rogóżno na ziemi płockiej. Syn szlachcica Fortunata i Heleny z Biedrzyckich. W Płocku ukończył gimnazjum. W 1894 w księgarni Maurycego Orgelbranda w Warszawie rozpoczął praktykę (odbył też krótką praktykę w Berlinie), w latach 1889–1902 był w tej księgarni pracownikiem księgarskim. W latach 1902–1904 był pracownikiem księgarskim w księgarni Konstantego Treptego w Warszawie.
W lipcu 1904 przeniósł się do Łodzi gdzie w księgarni Rychlińskiego i Wegnera rozpoczął pracę i pracował do 15 grudnia 1905, do momentu otrzymania koncesji na prowadzenie własnej księgarni. Założył ją przy ul. Piotrkowskiej 81, w 1910 przeniósł na Piotrkowską 87. Oprócz sprzedaży książek prowadził skład nut, sprzedaż eksponatów przyrodniczych, prenumeratę czasopism, sprzedaż materiałów piśmiennych, od 1909 także wypożyczalnię książek. Prowadził również sprzedaż własnych wydawnictw – wydał własnym nakładem 23 wartościowe druki zwarte.
1 lipca 1912 sprzedał swoją księgarnię warszawskiej spółce Gebethner i Wolff, ale został w niej kierownikiem i pracował do 1928.
W latach 1919–1930 prowadził wspólnie ze Stanisławem Myszkowskim przy ul. Piotrkowskiej 87 drukarnię oraz przy ul. Piotrkowskiej 111 litografię, od 1921 mieściły się wspólnie przy ul. Piotrkowskiej 15. W 1930, podczas kryzysu firma upadła i została przejęta przez spółkę „Litodruk”. Od tego momentu pracował poza księgarstwem. 
W 1937 mieszkał przy ul. G. Narutowicza 116, był urzędnikiem. Był Prezesem Rady Szkolnej Szkoły Kupieckiej w Łodzi, działaczem Towarzystwa „Wiedza”, inicjatorem biblioteki dla dzieci, ławnikiem Sądu Pokoju oraz członkiem Rad Wyborczych do Sejmu i Rady Miejskiej.